# Engelbert Johann von Bardenfleth

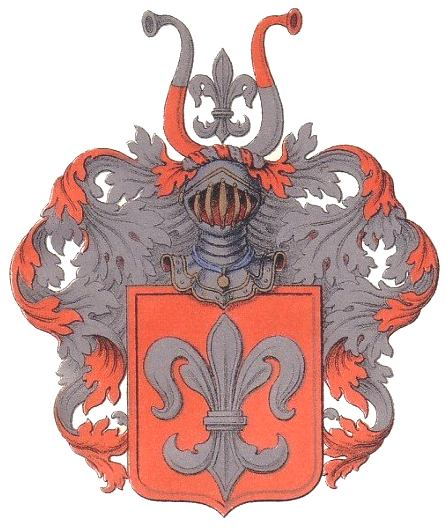
Wappen des Engelbert Johann von Bardenfleth

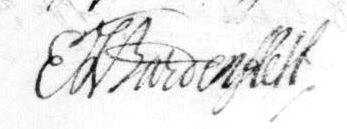
Unterschrift des Engelbert Johann von Bardenfleth (1723)

Engelbert Johann von Bardenfleth (* 1. Oktober 1667 in Rechtebe; † 4. Juli 1738 in Geversdorf) war ein deutscher Regierungsrat, Gutsbesitzer und Oberdeichgraf.

## Herkunft
Von Bardenfleth wurde als Sohn der Anna Margaretha, geb. von Schade (* 23. Oktober 1640; 17. Januar 1719 in Rechtebe), und des Addo von Bardenfleth (* 1632; † 26. Dezember 1692) im Dorf Rechtebe geboren und am 22. Oktober 1667 in der Marienkirche in Wersabe getauft. Er hatte mehrere Geschwister, darunter Addo Conrad von Bardenfleth (* 1665 in Rechtebe) und den dänischen Generalleutnant Johann Friederich von Bardenfleth (* 1674 in Rechtebe; † 1736 in Delmenhorst).

## Leben
Engelbert Johann von Bardenfleth war Amtmann des Amts Neuhaus im bis 1712 schwedischen Herzogtum Bremen-Verden. Nach dem Tod des Richters Georg Künhardt in Oberndorf gab es einen Rechtsstreit über die Nachfolge. Da Oberdorf zu seinem Amtsbezirk gehörte, hatte Bardenfleth interimsweise diese Funktion mit übernommen. Später, um 1710, war er königlich schwedischer Regierungsrat.
Nach Herabstufung zum Landrat bewarb er sich in den Jahren 1721 bis 1723 um Anstellung als Oberdeichgräfe an Elbe, Oste und Schwinge, wohl als Nachfolger des Jacob Ovens. Einhergehend damit erhob der Commissarius Fisci Hartwig Hintze Klage gegen ihn wegen der Verwaltung des Amtes Neuhaus in der Schwedenzeit, und im Schriftverkehr dieser beiden Angelegenheiten war der Regierungsrat Albrecht Andreas von Ramdohr beteiligt.

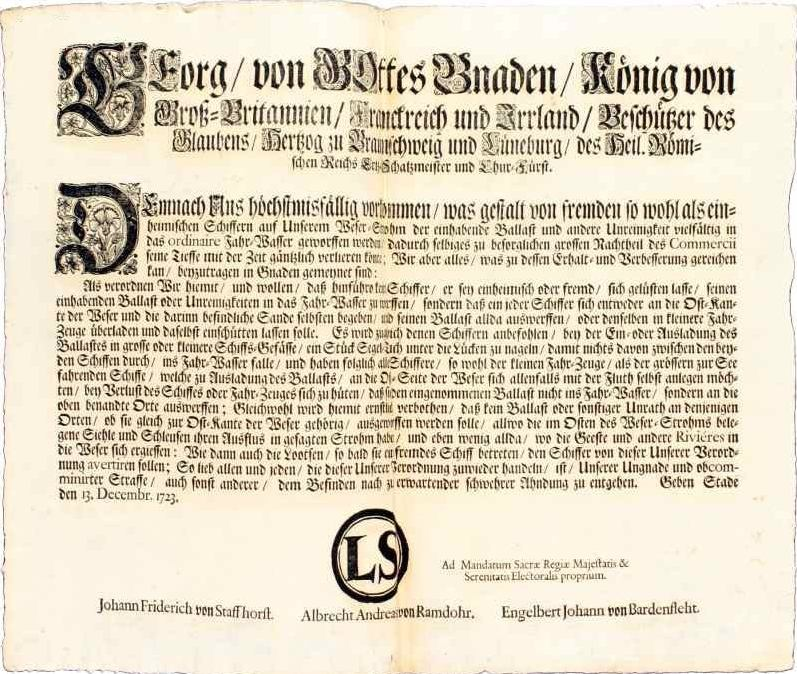
Von Bardenfleth unterzeichnete Verordnung zum Ballastabwurf in die Weser, 13. Dezember 1723

Ab Winter 1723 bis 1738 war Bardenfleth königlich-großbritannischer und kurhannoverischer Regierungs-, Consistorial- und Kanzleirat bei der Regierung der Herzogtümer Bremen-Verden in Stade.
Er war Besitzer eines Gutes in Oldendorf bei Stade, wohnte in Geversdorf und war kinderlos mit Metta Catharina von Issendorf verheiratet.